# Guitar Hero Encore: Rocks the 80s
Guitar Hero Encore: Rock the 80s är ett musikspel till Playstation 2, det tredje spelet i Guitar Hero-serien. Spelet släpptes i Nordamerika och Europa i juli 2007 och i Australien i augusti 2007.

## Spelet
Spelarna använder en gitarrformad spelkontroll som kan köpas separat. Tanken är att simulera en rockmusiker genom att träffa noter som flyter på skärmen mot spelaren. Rock the 80s är mer ett sidospår i Guitar Hero-serien än en fullskalig uppföljare. Spelmässigt har det inte skett några förändringar jämfört med Guitar Hero II. Låtarna som ingår i Rock the 80s är som titeln anger hämtade från 1980-talet och karaktärerna, utstyrslarna och grafiken speglar decenniet. Spelet blev inte lika väl mottaget som de tidigare Guitar Hero-spelen, delvis grundat på att inga förändringar skett men också på grund av färre låtar. Rock the 80s är det enda hittills släppta Guitar Hero-spelet som inte har några bonuslåtar utan endast en ”karriär” som uppgår till totalt 30 låtar.

## Soundtrack

### Låtlista
1. Opening Licks
- "(Bang Your Head) Metal Health" – Quiet Riot
- "We Got the Beat" – The Go-Go's
- "I Ran (So Far Away)" – A Flock of Seagulls
- "Balls to the Wall" – Accept
- "18 and Life" – Skid Row

2. Amp Warmers
- "No One Like You" – Scorpions
- "Shakin'" – Eddie Money
- "Heat of the Moment" – Asia
- "Radar Love" – White Lion
- "Because, It's Midnite" – Limozeen

3. String Snappers
- "Holy Diver" – Dio
- "Turning Japanese" – The Vapors
- "Hold on Loosely" – .38 Special
- "The Warrior" – Scandal
- "I Wanna Rock" – Twisted Sister

4. Return of the Shred
- "What I Like About You" – The Romantics
- "Synchronicity II" – The Police
- "Ballroom Blitz" – Sweet
- "Only a Lad" – Oingo Boingo
- "Round and Round" – Ratt

5. Relentless Riffs
- "Nothin' But a Good Time" – Poison
- "Lonely Is the Night" – Billy Squier
- "Bathroom Wall" – Faster Pussycat
- "Los Angeles" – X
- "Wrathchild" – Iron Maiden

6. Furious Fretwork
- "Electric Eye" – Judas Priest
- "Police Truck" – Dead Kennedys
- "Seventeen" – Winger
- "Caught in a Mosh" – Anthrax
- "Play With Me" – Extreme